# Befähigungsnachweis
Der Befähigungsnachweis oder Sachkundenachweis (SKN) ist eine personenbezogene Bescheinigung für die nachgewiesene Sach- und Fachkunde zur Ausübung einer bestimmten Tätigkeit. Ein solcher Nachweis ist häufig die Voraussetzung zur selbständigen Ausübung erlaubnispflichtiger bzw. reglementierter Gewerbe.
Häufig sind die Nachweise mit einer theoretischen und praktischen Prüfung (Sachkundeprüfung, Österreich: Befähigungsprüfung) verbunden oder sie sind Bestandteil einer Berufsqualifikation, d. h. sie gelten als erfüllt, wenn bestimmte Berufsausbildungen erfolgreich durchlaufen und/oder Zusatzqualifikationen erworben wurden.
Viele Befähigungsnachweise sind auch mit Altersbeschränkungen („notwendige Reife“) oder medizinischen Untersuchungen zur Prüfung der körperlichen Eignung (z. B. Sehtest) verknüpft. Oftmals muss ein Befähigungsnachweis in regelmäßigen Abständen erneuert werden.
Der Meisterbrief wird als Großer Befähigungsnachweis bezeichnet, wenn er zum selbständigen Führen eines Handwerksbetriebs erforderlich ist, und als Kleiner Befähigungsnachweis, wenn er Voraussetzung zum Ausbilden ist.
Die grundsätzlichen Anforderungen an zur Prüfung befähigte Personen wird in der TRBS 1203 geregelt.

## Arten
Ein Befähigungsnachweis kann von einer staatlichen Stelle (über Rechtsnormen, wie z. B. der StVG) oder von anderen interessierten Parteien (Geldgeber, Kunden usw., z. B. über Verträge) gefordert werden.
Er kann zwingende Voraussetzung (Zulassungsvoraussetzung) für das Ausüben einer bestimmten Tätigkeit sein oder einen mehr informellen Charakter haben (z. B. als Voraussetzung eines Herstellers, mit seinen Produkten werben zu dürfen, etwa im Frisörhandwerk o. ä.).
Er kann allgemein (z. B. „Gilt für alle öffentlichen Straßen und alle Fahrzeugtypen“) oder spezifisch (z. B. „… ist berechtigt, den Stapler von Hersteller XY, Typ ABC auf dem Gelände der Firma LMN zu bedienen“) sein.
Und er kann einem festgelegten Curriculum unterliegen, bis hin zu Schulungen und Prüfungen, die von festgelegten und überprüften Stellen abgenommen werden müssen. Oder er kann mehr informell erfolgen (z. B. Abgabe einer Arbeitsprobe).
Ein Befähigungsnachweis sollte schriftlich vorliegen, kann aber auch mündlich bzw. durch eine Aktion (z. B. Erteilung eines Auftrags) erfolgen.

## Deutschland
Die bekanntesten Befähigungsnachweise sind die staatlichen Erlaubnisscheine in den Bereichen öffentlicher Verkehr (Kfz-Führerschein, Mofaführerschein, Sportbootführerschein, Flugschein, Triebfahrzeugführerschein) sowie Jagd und Fischerei (Fischereischein, Jagdschein, Waffenschein).
Im privaten Bereich (Industrie, Handwerk usw.) haben sich weitere „Führerscheine“ durchgesetzt (z. B. Flurfördermittelschein und Motorsägenschein). Da es sich dabei nicht um staatliche Dokumente handelt, sind diese „Scheine“ genaugenommen „Maschinenbedienerscheine“. Dabei sollten typunabhängige Nachweise (z. B. Flurfördermittelschein) mit typenbezogenen (Einweisung z. B. in einen bestimmten Staplertyp) und situationsbezogenen Nachweisen (Unterweisung z. B. in die Besonderheiten eines Standortes) und einer „Bedienererlaubnis“ des jeweiligen Auftrag- oder Arbeitgebers gekoppelt sein (Beauftragung). Manchmal werden all diese Nachweise in einem Dokument verwaltet (z. B. Sicherheitspass, oder wenn auf dem Flurfördermittelschein auch Arbeitgeber und Staplertyp(en) eingetragen werden können).
Der „Schweißerschein“ ist ein Befähigungsnachweis, bei dem die Eignung für ein bestimmtes „Arbeitsverfahren“ nachgewiesen wird. Dabei steht neben dem sicherheitsgerechten Umgang mit dem Schweißgerät (auch mit Typenangabe wie beim Maschinenbedienerschein) die richtige Durchführung der „Schweißaufgabe“ im Vordergrund. Dadurch soll verhindert werden, dass ein Schweißer bei sicherheitsrelevanten Schweißnähten unsachgemäße Fehler produziert (z. B. Materialveränderungen bei zu hohen Schweißtemperaturen), weshalb dieser Schein in regelmäßigen Abständen wiederholt werden muss.
Im Einzelhandel ist für den Verkauf bestimmter Warengruppen wie freiverkäufliche Arzneimittel, Pflanzenschutzmittel und anderen Gefahrstoffen sowie im Zoofachhandel mit lebenden Tieren ein Sachkundenachweis vorgeschrieben.
Alle Kammerberufe setzen das Ablegen bestimmter Prüfungen voraus. Steuerberater haben vor der Bestellung die Prüfung nach § 37 StBerG abzulegen. Die Zulassung zur Prüfung ist an weitere Voraussetzungen geknüpft.
Nach bestandener Prüfung wird der Bewerber auf Antrag durch Aushändigung einer von der Wirtschaftsprüferkammer ausgestellten Urkunde als Wirtschaftsprüfer bestellt (§ 15 WiPrO). Die Zulassung zur Prüfung sowie die Bestellung sind an weitere Voraussetzungen (vgl. beispielsweise WiPrPrüfV Prüfungsverordnung für Wirtschaftsprüfer nach §§ 14 und 131l der Wirtschaftsprüferordnung §§ 8, 16 WiPrO) geknüpft. Weitere Kammerberufe sind in diesem Sinne etwa Architekt, Rechtsanwalt.
In den akademischen Heilberufen wird der Befähigungsnachweis Approbation genannt und ist, wie z. B. bei Lehrern, mit dem Staatsexamen verbunden.
Der „Hundeführerschein“ soll belegen, dass ein Hundehalter sein Tier im Alltag unter Kontrolle hat und dass sein Hund weder Menschen noch andere Tiere gefährdet.
Weitere Sachkundenachweise können auszugsweise sein:
- Amateurfunkprüfung
- Sachkundenachweis (Hunde)
- Sachkundenachweis für Hundesportprüfungen

Weitere staatliche Sachkundenachweise:
- Sachkundeprüfung im Bewachungsgewerbe nach § 34a Gewerbeordnung
- Sachkundenachweis als Versicherungsvermittler und Versicherungsberater nach § 34d Gewerbeordnung
- Sachkundenachweis als Finanzanlagenvermittler nach § 34f Gewerbeordnung
- Sachkundenachweis als Honorar-Finanzanlagenberater nach § 34h Gewerbeordnung
- Sachkundenachweis als Immobiliardarlehensvermittler nach § 34i Gewerbeordnung
- Sachkundenachweis nach § 11 Chemikalien-Verbotsverordnung
- Sachkundebescheinigung nach § 5 Chemikalien-Klimaschutzverordnung
- Sachkundenachweis nach § 5 Chemikalien-Ozonschichtverordnung
- Sachkundenachweis nach Pflanzenschutz-Sachkundeverordnung
- Befähigungsschein nach § 20 Sprengstoffgesetz
- Befähigungsschein Begasung nach § 15d Gefahrstoffverordnung
- Sachkundenachweis zum Töten von Wirbeltieren nach § 4 Tierschutzgesetz
- Befähigungsnachweis nach § 4 Tierschutztransportverordnung
- Sachkundenachweis nach Arzneimittel-Sachkunde-Verordnung

## Österreich
In Österreich ist die Situation weitestgehend mit Deutschland vergleichbar, manches wird strenger (bspw. der Handel mit Medizinprodukten), manches einfacher (Vermögensberatung) reglementiert. Auch sind manche Regelungen von Bundesland zu Bundesland unterschiedlich, so existiert ein eigenes Tanzschulgesetz für die Steiermark.
Weitere:
- Befähigungsausweis für Jachten

## Weblink
- Bundeszentrale für politische Bildung: Definition